# 정1위
정1위(일본어: 正一位 しょういちい[*])는 일본의 위계 중 최고위에 해당하며, 종1위의 위이다. 한국과 중국에서의 정1품과 상응한다.
관백, 태정대신, 혹은 정이대장군으로서 공로가 뚜렷한 자에게 주로 올려졌다. 그러나 생전에 정1위에 오른 사람은 6명에 불과하였고, 나머지는 모두 생전에 종1위의 위계를 지녔다가, 천황의 칙령으로 정1위에 추증된 경우가 대부분이었다. 도쿠가와 막부의 쇼군은 전부 사후 정1위로 추증되었다. 생전에 정1위에 마지막으로 오른 사람은 1891년(메이지 24년)에 받은 산조 사네토미이고, 마지막으로 정1위 사후 추증을 받은 사람은 1917년(다이쇼 6년)의 오다 노부나가이다. 그러나 궁중석차에서는 정1위가 누락되어 있는데, 이는 메이지 시대 이후 정1위보다는 최고 훈장인 대훈위국화대수장을 받아 훈위가 대훈위에 이른 사람들을 정1위 급으로 대우해주는 것으로 변경되었고, 또한 정1위라는 위계는 사후 추증되는 위계로서의 통념이 강했기 때문이었다. 
현행 제도에서의 위계는 왕족이나, 공작, 후작, 국가주석, 국회의장 등의 귀족 고위 정치인이 서임되고 있다.

## 참고 문헌
- 尾脇秀和『氏名の誕生』筑摩書房、2021年。ISBN 978-4-480-07376-1。